# Gazipur S.
Gazipur S. är ett underdistrikt i Bangladesh. Det ligger i den centrala delen av landet, 30 km norr om huvudstaden Dhaka.
Trakten runt Gazipur S. består till största delen av jordbruksmark. Runt Gazipur S. är det mycket tätbefolkat, med 2 345 invånare per kvadratkilometer.